# Giovanni Boaga

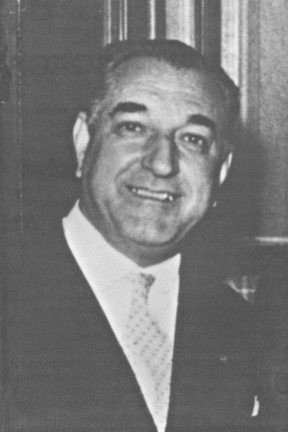
Giovanni Boaga

Giovanni Boaga (* 28. Februar 1902 in Triest; † 17. November 1961 in Tripolis) war ein italienischer Mathematiker und Geodät. 
Boaga war Professor für Geodäsie und Topographie an den Universitäten in Pisa (1933) und Rom (1942), während des Zweiten Weltkriegs Chefgeodät des Militärgeographischen Instituts in Florenz und von 1945 bis 1954 Leiter der Katasterabteilung im Finanzministerium in Rom. 
Boaga war Mitglied etlicher wissenschaftlicher Gesellschaften, darunter der Accademia Nazionale dei Lincei seit 1948. Von 1955 bis 1961 war er Präsident der Geographischen Gesellschaft Italiens (Società Geografica Italiana).

## Werke
Giovanni Boaga veröffentlichte insgesamt rund 360 wissenschaftliche Arbeiten, darunter:
- Elementi di geodesia e topografia, Padova, CEDAM, 1941.
- Trattato di geodesia e topografia con elementi di fotogrammetria: Vol. I e II, Padova, Cedam, 1948.
- Topografia con elementi di geodesia ad uso degli studenti della Facoltà di Ingegneria, Padova, CEDAM, 1960.
- Manuale di topografia teorica e operativa, Torino, UTET, 1963.